# Charles Bradley (Mediziner)
Charles Bradley (* 1. Dezember 1902 in Pittsburgh, Pennsylvania; † Mai 1979 in Tigard, Oregon) war ein US-amerikanischer Psychiater. Er setzte 1937 im Rahmen einer Studie erstmals Benzedrin, ein Amphetamin, bei verhaltensauffälligen Kindern ein, deren Störungen sich daraufhin besserten. Er wiederholte die Studie im Jahr 1941. Bradleys Studien gelten als grundlegend für die Psychopharmakotherapie von Kindern mit Aufmerksamkeitsdefizit-/Hyperaktivitätsstörung.

## Veröffentlichungen (Auswahl)
- The Behavior of Children Receiving Benzedrine. In: American Journal of Psychiatry, November 1937, Nr. 94, S. 577–581 (online).
- Mit Margaret Bowen: Amphetamine (Benzedrine) therapy of children’s behavior disorders. In: American Journal of Orthopsychiatry, Januar 1941, 11. Jg., Nr. 1, S. 92–103, doi:10.1111/j.1939-0025.1941.tb05781.x.
- Mit George B. Rosenfeld: Childhood Behavior Sequelae of Asphyxia in Infancy. With Special Reference to Pertussis and Asphyxia Neonatorum. In: Pediatrics, Juli 1948, 2. Jg., Nr. 1, S. 74–84, PMID 18874466 (online).